# Kathige, Honnali
Kathige là một làng thuộc tehsil Honnali, huyện Davanagere, bang Karnataka, Ấn Độ.